# アントニ・ガウディ
アントニ・ガウディ（カタルーニャ語 ：Antoni Gaudí i Cornet [ənˈtoni gəu̯ˈði i kuɾˈnɛt]、洗礼名：Antoni Plàcid Guillem Gaudí i Cornet、1852年6月25日 - 1926年6月10日）は、スペイン、カタルーニャ出身の建築家。19世紀から20世紀にかけてのモデルニスモ（アール・ヌーヴォー）期のバルセロナを中心に活動した。サグラダ・ファミリア（聖家族教会）・グエル公園（1900 - 1914年）・カサ・ミラ（1906 - 1910年）をはじめとしたその作品はアントニ・ガウディの作品群として1984年ユネスコの世界遺産に登録されている。
スペイン語（カスティーリャ語）表記では、アントニオ・ガウディ（Antonio Gaudí y Cornet、Antonio Plácido Guillermo Gaudí y Cornet）。
2025年4月、教皇フランシスコは、「神の建築家」と呼ばれているガウディの英雄的徳を認め、「尊者」の敬称を付与することを承認した。

## 生涯

### 誕生
アントニは、1852年6月25日午前9時半、カタルーニャ地方のタラゴナ県に、父フランセスク・ガウディ・イ・セラと母アントニア・クルネット・イ・ベルトランの5人目の子として生まれた。一家の次女マリアと長男のフランセスクはそれぞれ幼くして亡くなったため、三男アントニは長女のローザ、次男のフランセスクとの3人姉弟の弟として成長した。
ガウディの出生地とされる場所には、レウスとその近郊の村リウドムス（Riudoms）の2箇所がある。レウス説は、洗礼を受けた聖ペラ教会の台帳や学校に提出された書類に基づくものである。その一方で、ガウディはリウドムスのマス・デ・ラ・カルデレラ（Mas de la Calderera）で生まれ、洗礼をレウスで行なったとも伝えられている。
ガウディ家の先祖は17世紀初頭にフランス、オーヴェルニュ地方からリウドムスへやってきた。リウドムス出身の父フランセスクは、銅板を加工して鍋や釜を作る銅細工師であり、「銅細工師の家」の意味をもつマス・デ・ラ・カルデレラは彼の仕事場であった。ガウディは父方・母方ともに銅細工職人という家系に生まれたことが、空間を把握するという、自らの建築家としての素地となったと考えていた。

### 幼少時代
一家は母アントニアの出身地であるレウスで暮らした。ガウディはラファエル・パラウの小学校に入学、その後、フランセスク・バランゲー（フランシスコ・ベレンゲール）の学校に移った。バランゲーには同じ名前をもつ息子がおり、のちにガウディの助手となる。
ガウディは6歳になるまでにリウマチにかかり、痛みのひどい時にはロバに乗って移動することもあった。病弱だったため、他の子どもたちと同じように遊ぶことは難しかったが、この頃にクリスマスの飾りのために紙細工で風変わりな家を作っていたという逸話がある。また、授業で鳥の翼は飛ぶためにあると説明した教師に対し、鶏は翼を走るために使っている、と反論したという話は、幼いガウディが自らの周囲にある物の造形をよく観察していたことを示すエピソードとして知られる。後年、ガウディは自然を「常に開かれて、努めて読むのに適切な偉大な書物である」と語っている。
1863年、ガウディは貧しい家庭の子弟のために設立されたピアリスト修道会の学校に入学する。この学校でガウディはエドワルド・トダ・イ・グエイ（エドゥアルド・トダ・イ・グエル）とジュゼプ・リベラ・イ・サンス（ホセ・リベラ・イ・サンス）という友人を得る。トダの回想によれば、3人が発行した雑誌『エル・アルレキン』（「アルレッキーノ」の意）でガウディは挿絵を担当し、学校演劇の際には大道具や小道具を制作した。当時のガウディの絵にはレウス出身でイタリアで活躍した画家マリアノ・フォルトゥーニの影響が指摘されている。
ガウディ、トダ、リベラの3人はレウスに近いタラゴナのローマ遺跡やポブレー修道院への小旅行もしている。特に当時、廃墟となっていたポブレー修道院については、トダが中心になって作った修復計画が立てられ、水彩で描かれた概略図が残っている。ポブレー修道院へガウディたちが足を運んだ時期については、1867年と1869年の2つの説がある。修復計画においてガウディが設計を担当したとも言われるが、実際にはトダが大半の作業を行ない、ガウディはそれに賛意を示したものと考えられている。

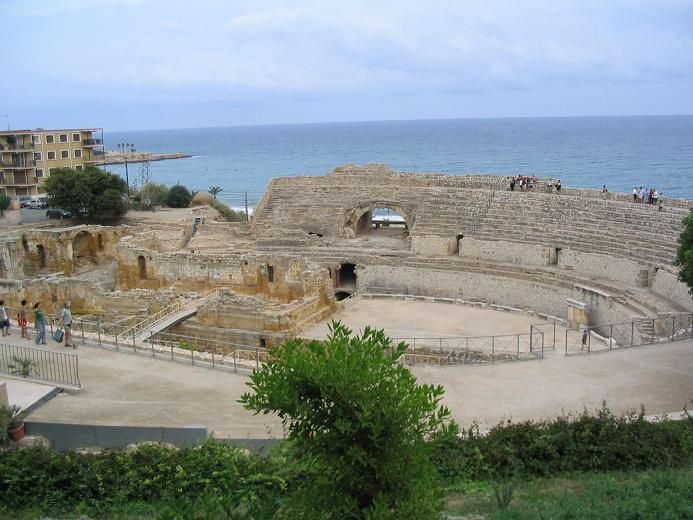
タラゴナのローマ遺跡（世界遺産）と地中海
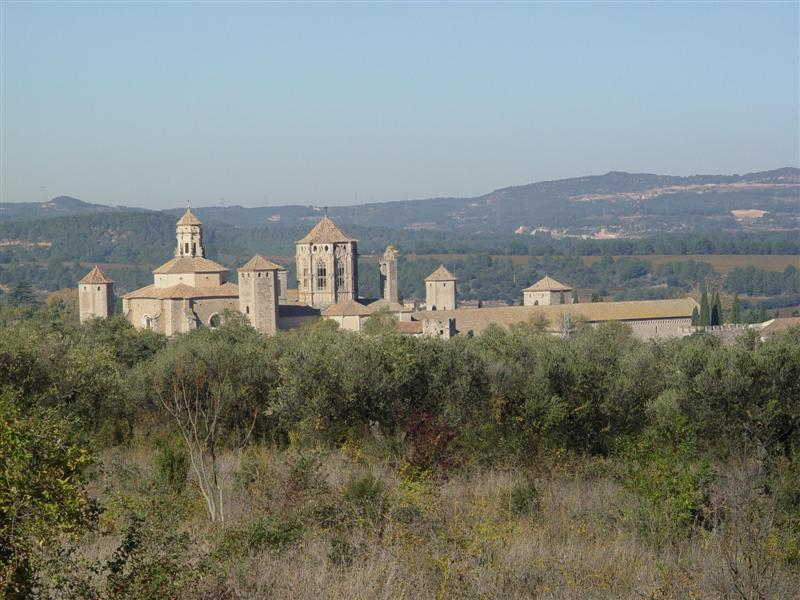
ポブレー修道院（世界遺産）

### 学生時代
1873年から1877年の間、ガウディはバルセロナ建築高等技術学校で建築を学んだ。学校では、歴史や経済、美学、哲学などにも関心を示したほか、ヴィオレ・ル・デュクの建築事典を友人から借りて熱心に読んでいたとも伝えられる。また、学業と並行していくつかの建築設計事務所で働き、バルセロナのシウタデラ公園の装飾やモンセラートの修道院の装飾にもかかわった。

### 建築家
ガウディの処女作は未完のものも含めると1867年ごろの産業コロニアだといわれている。この仕事でマタロ協同組合の教師ペピタと知り合った。これが初恋であった。しかし、成婚に至らず、その後一生独身であった。
1878年4月に建築士の資格を取得している。当時のバルセロナ建築高等技術学校校長で建築家のアリアス・ルジェン（エリアス・ロジェント、Elies Rogent）は、ガウディについて「彼が狂人なのか天才なのかはわからない、時が明らかにするだろう」と言ったと伝えられる。
同年、ガウディはパリ万国博覧会に出展するクメーリャ手袋店のためにショーケースをデザインした。この作品を通じてガウディの才能を見初めたのが、繊維会社を経営する富豪エウセビオ・グエル（エウゼビ・グエイ）侯爵であった。グエル侯は、その後40年あまりの間パトロンとしてガウディを支援し、グエル邸、コロニア･グエル教会地下聖堂、グエル公園などの設計を依頼した。1883年、ガウディは、サグラダ・ファミリア教会の専任建築家に推薦され、就任する。
ジョージ・オーウェルは『カタロニア讃歌』でサグラダ・ファミリアを酷評している。

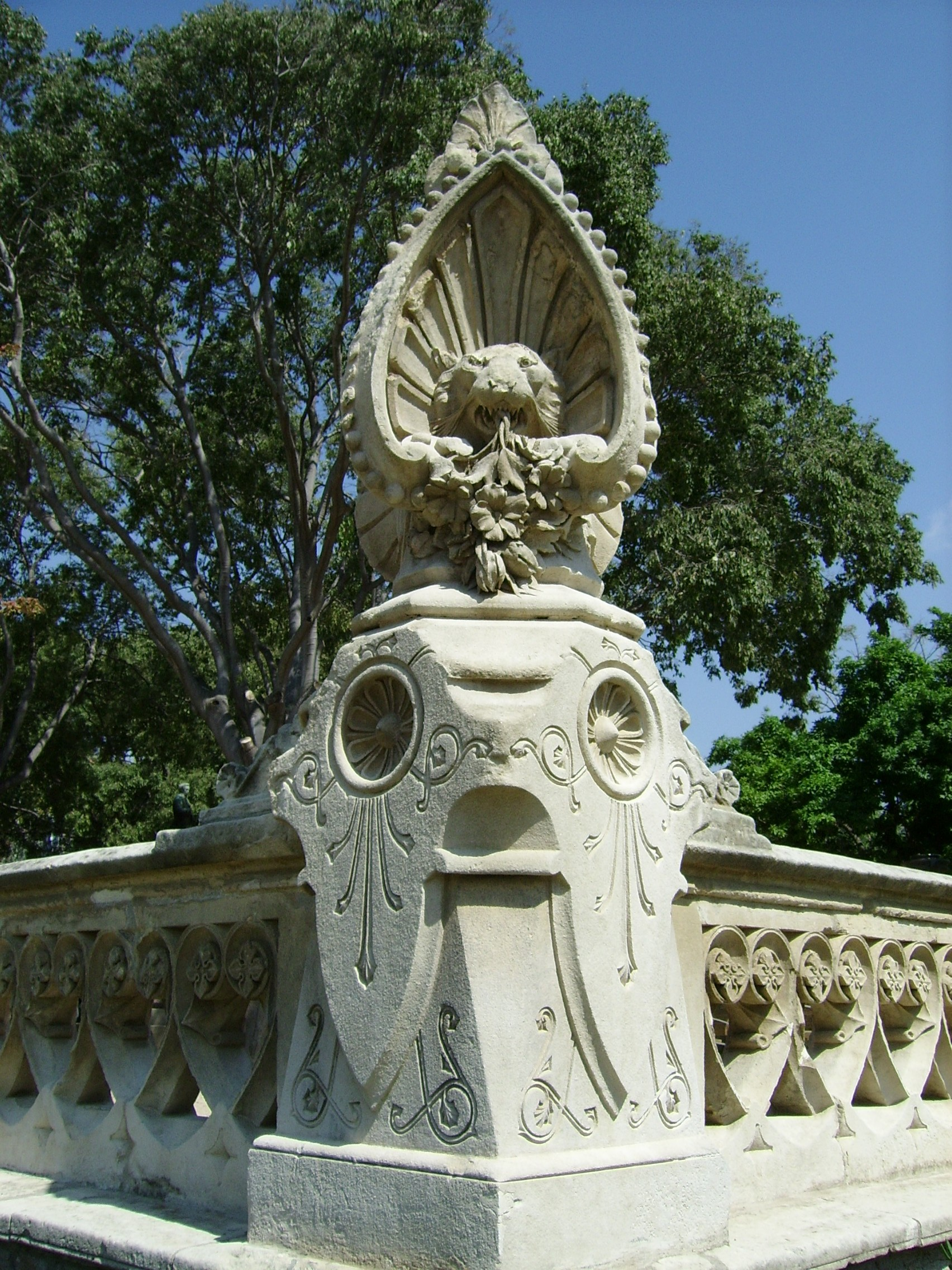
シウタデラ公園欄干の装飾
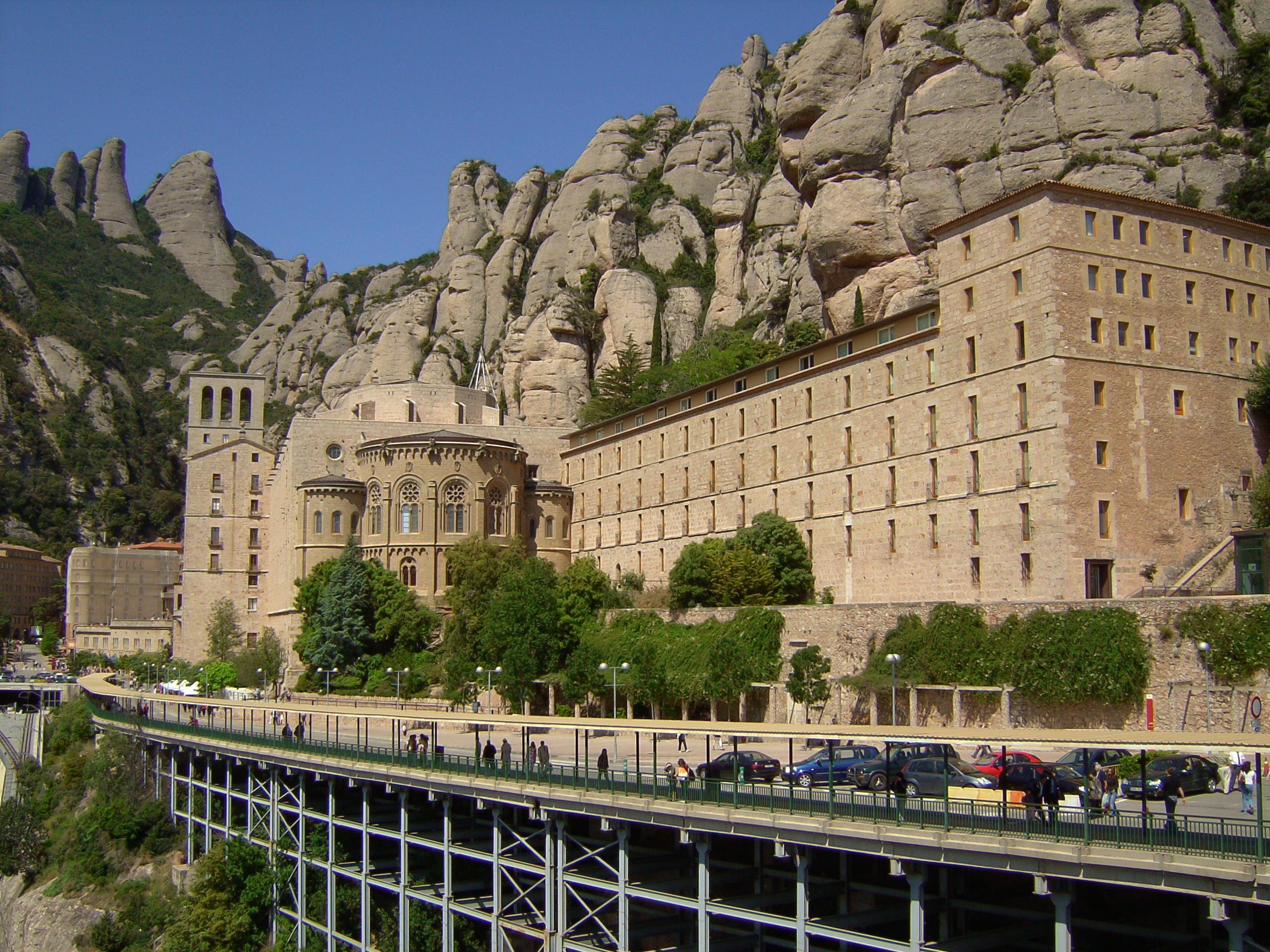
モンセラート修道院

### 前半生の主な作品
太字で示したものは、アントニ・ガウディの作品群として世界遺産に登録されている。

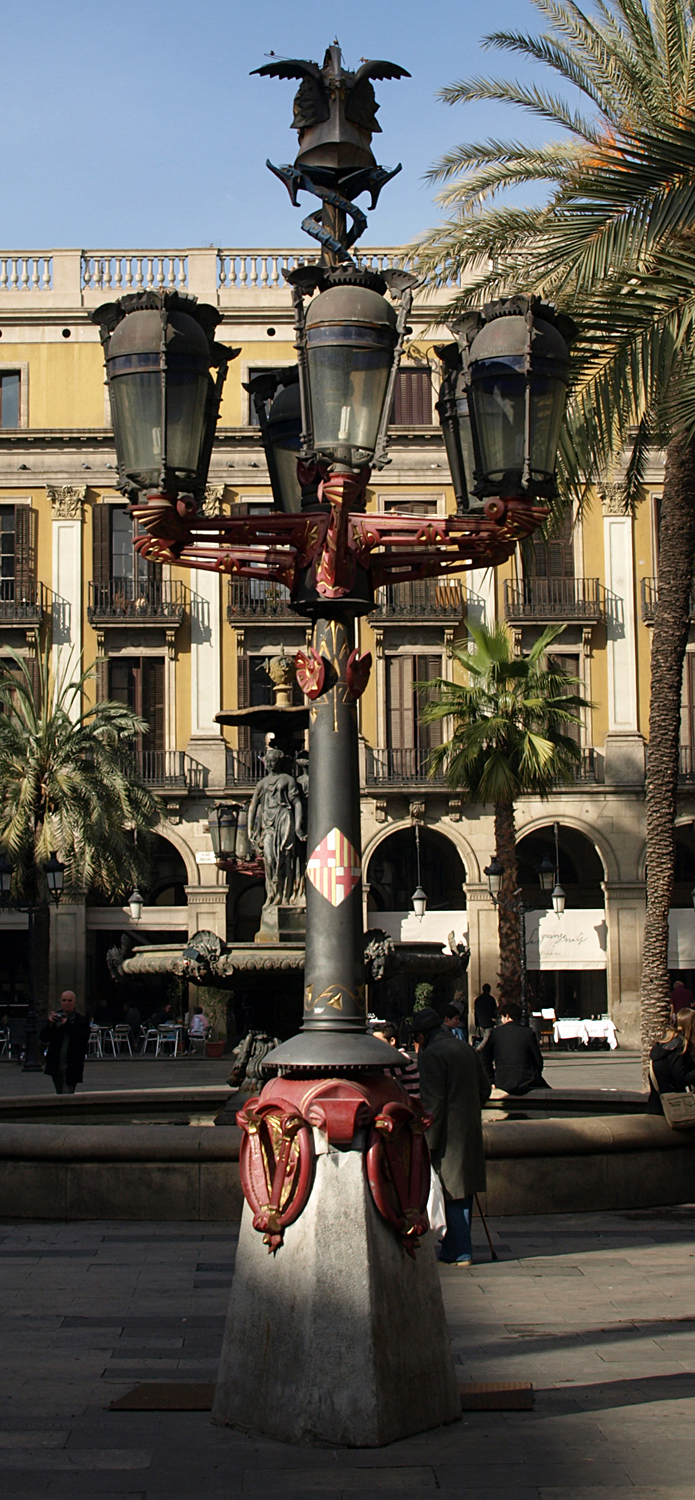
レイアル広場の街灯
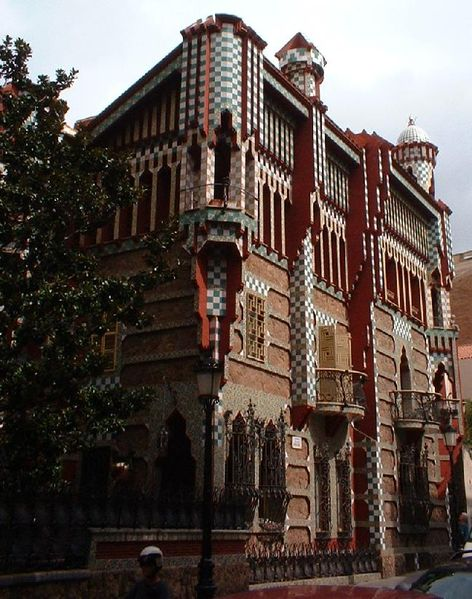
カサ・ビセンス
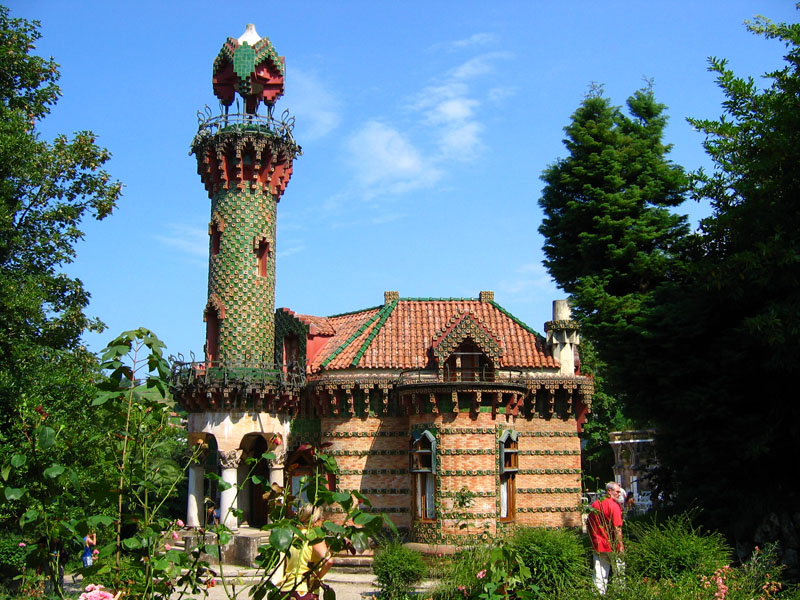
エル・カプリッチョ
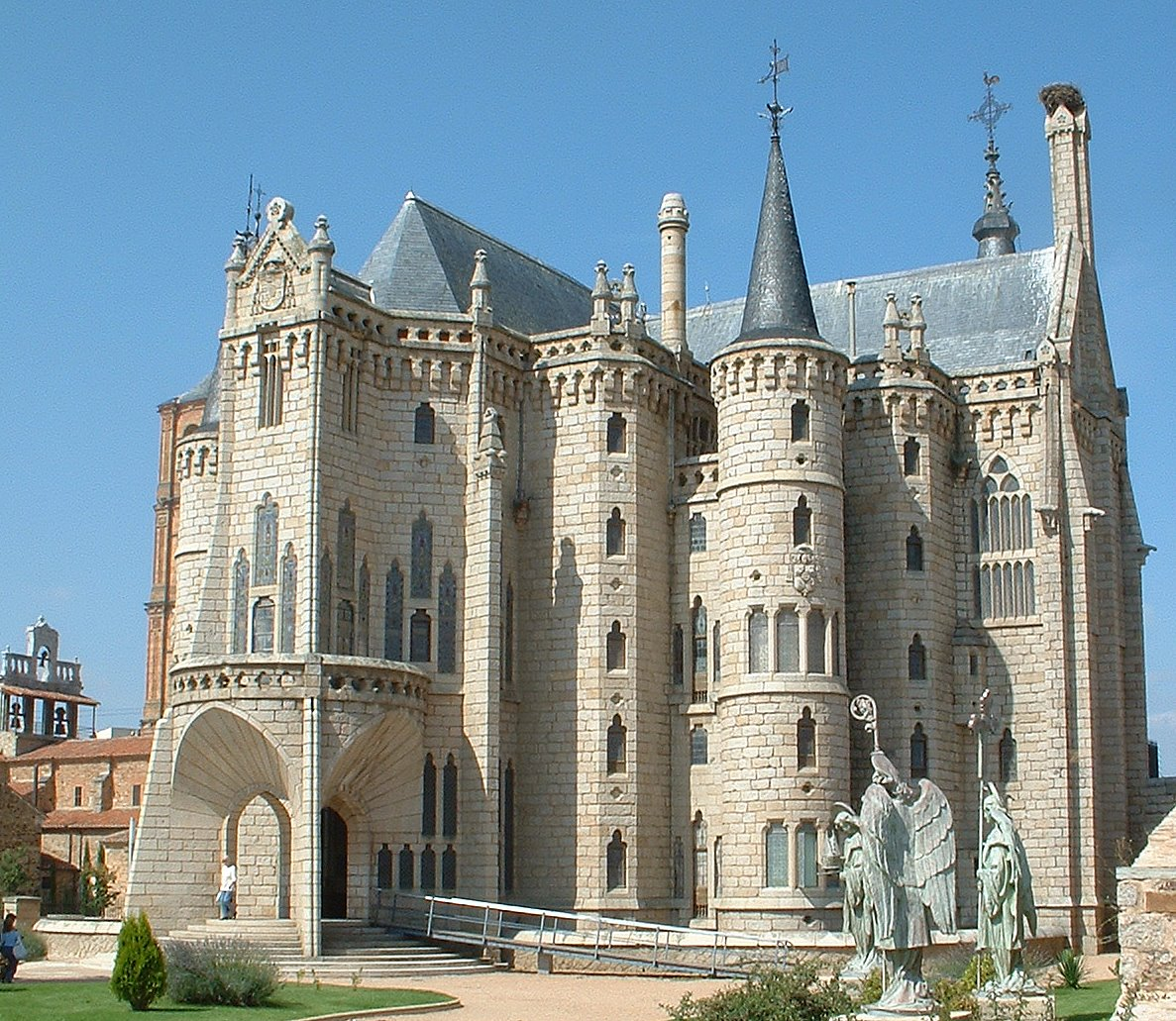
アストルガ司教館
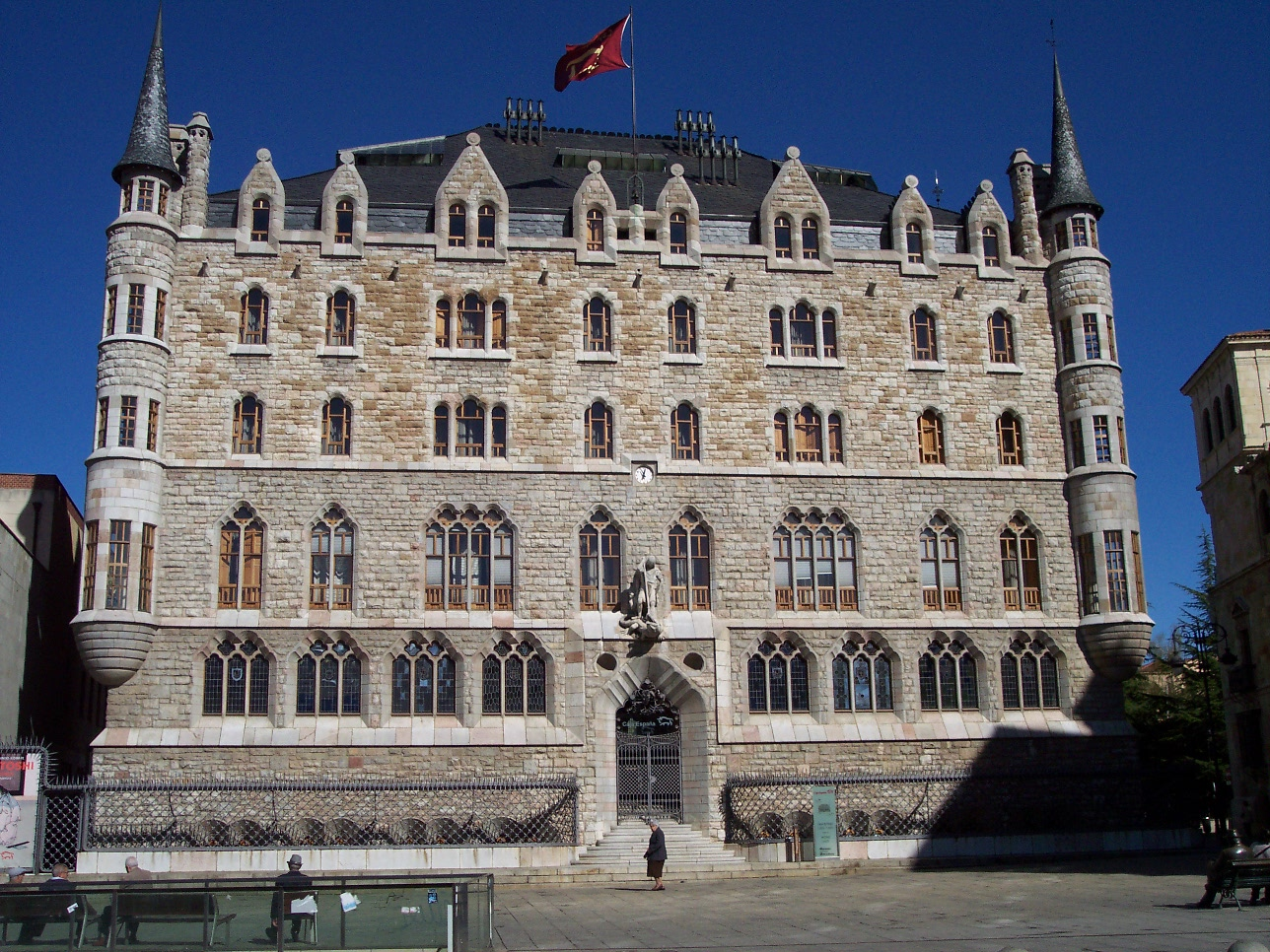
カサ・ボティネス
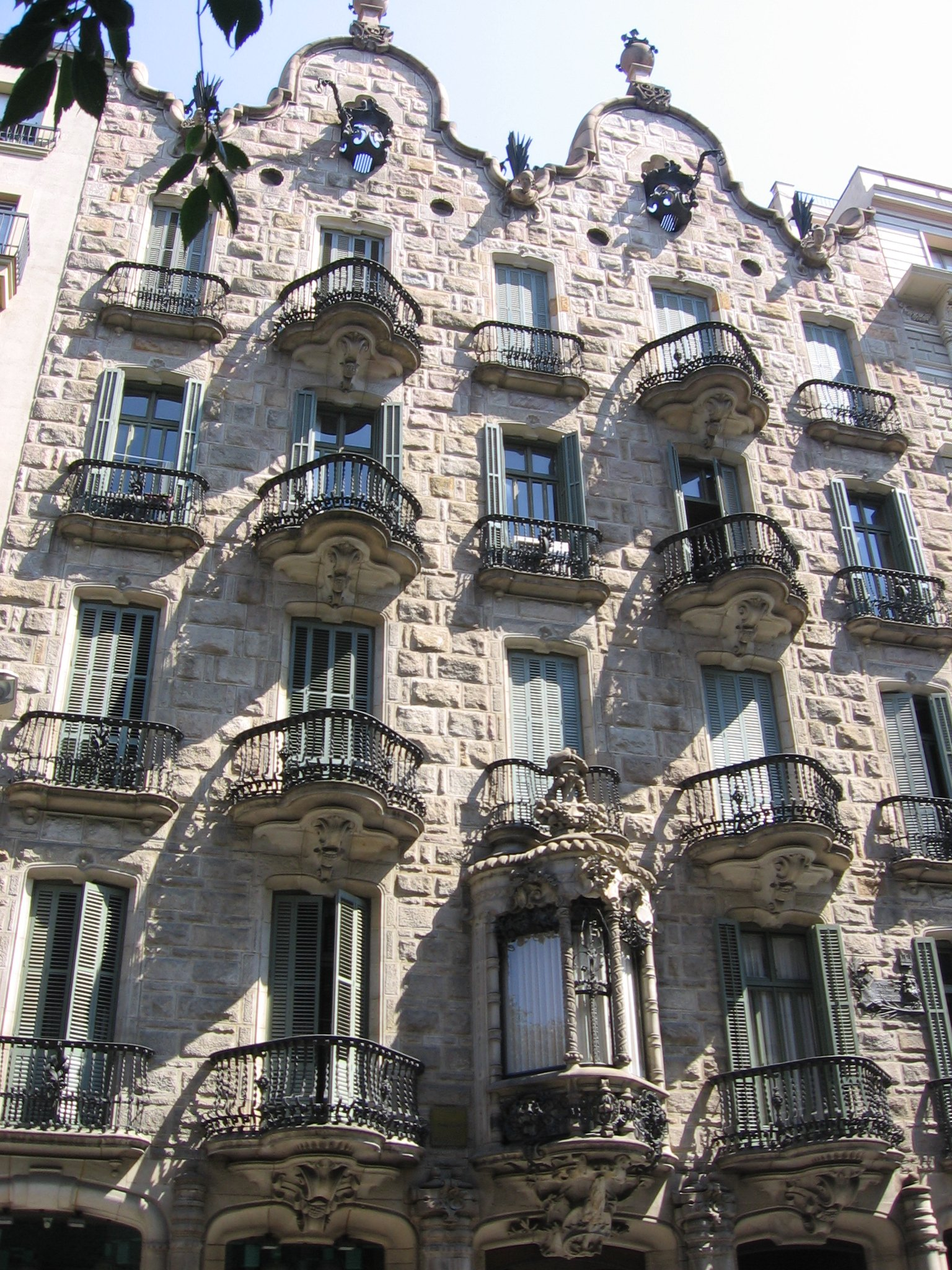
カサ・カルベット
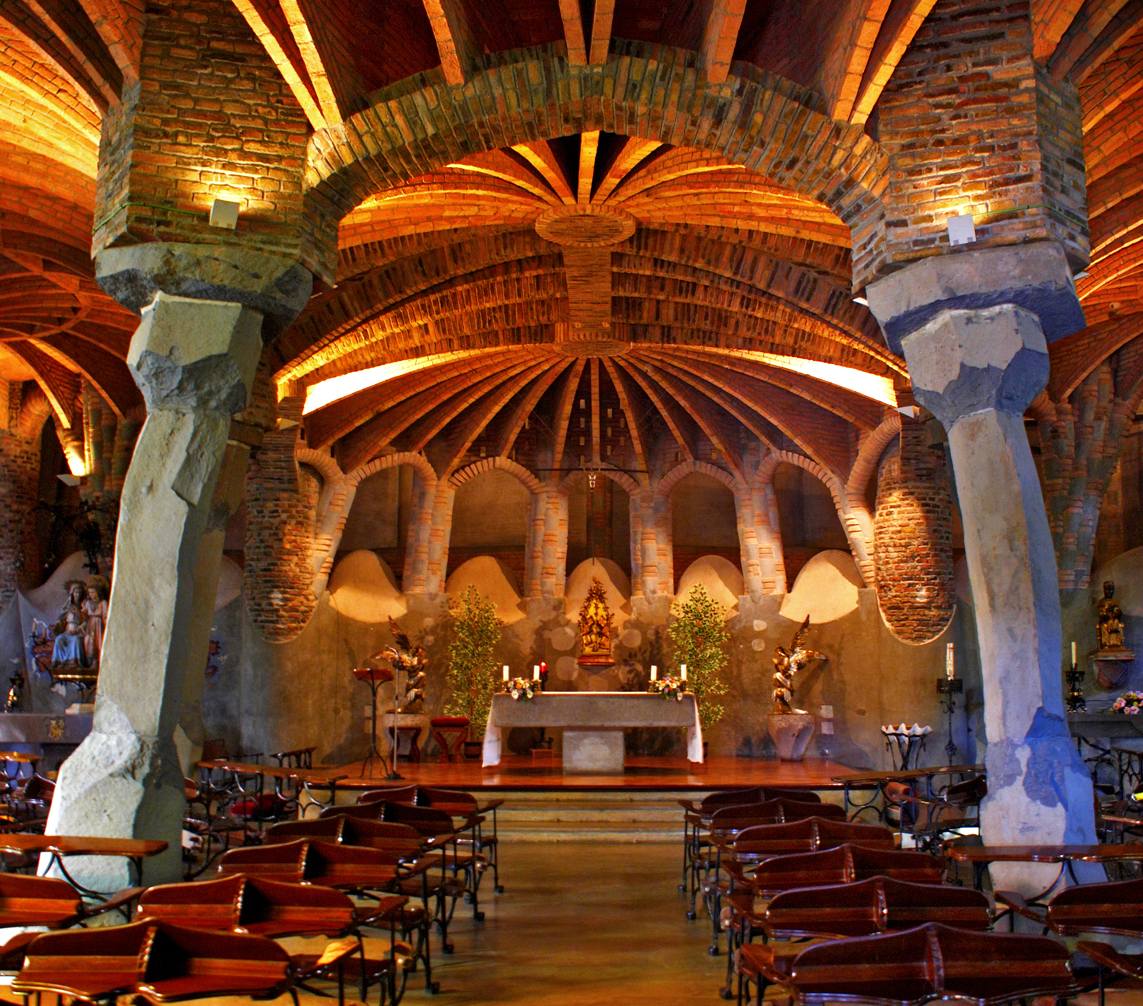
コロニア･グエル教会地下聖堂
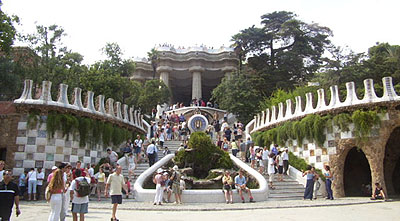
グエル公園
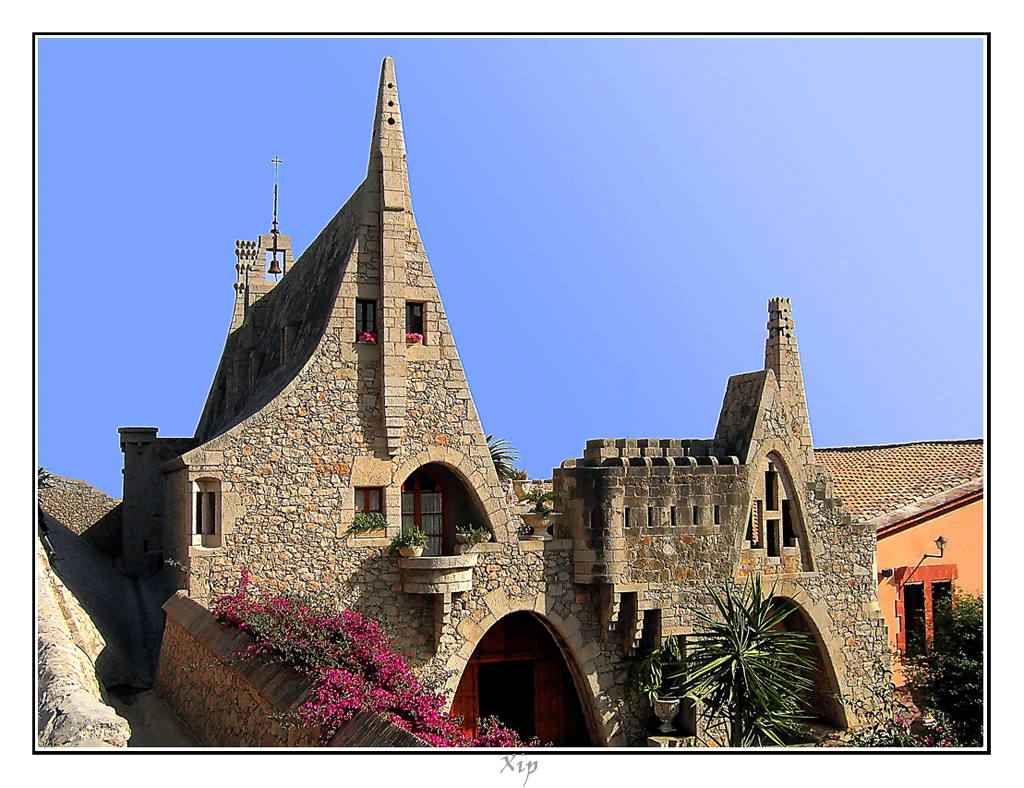
ボデーガ・デ・ガラーフ
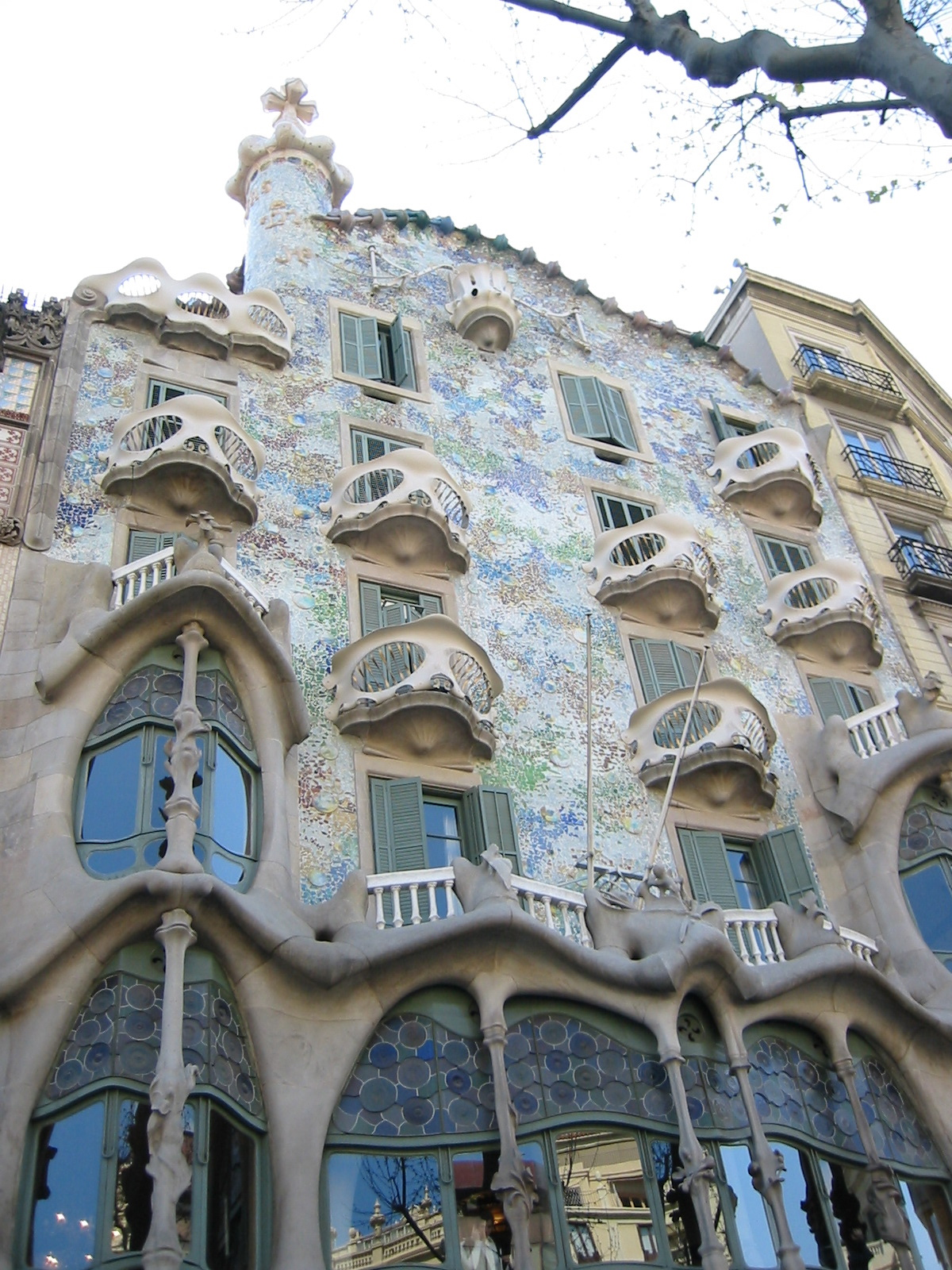
カサ・バトリョ
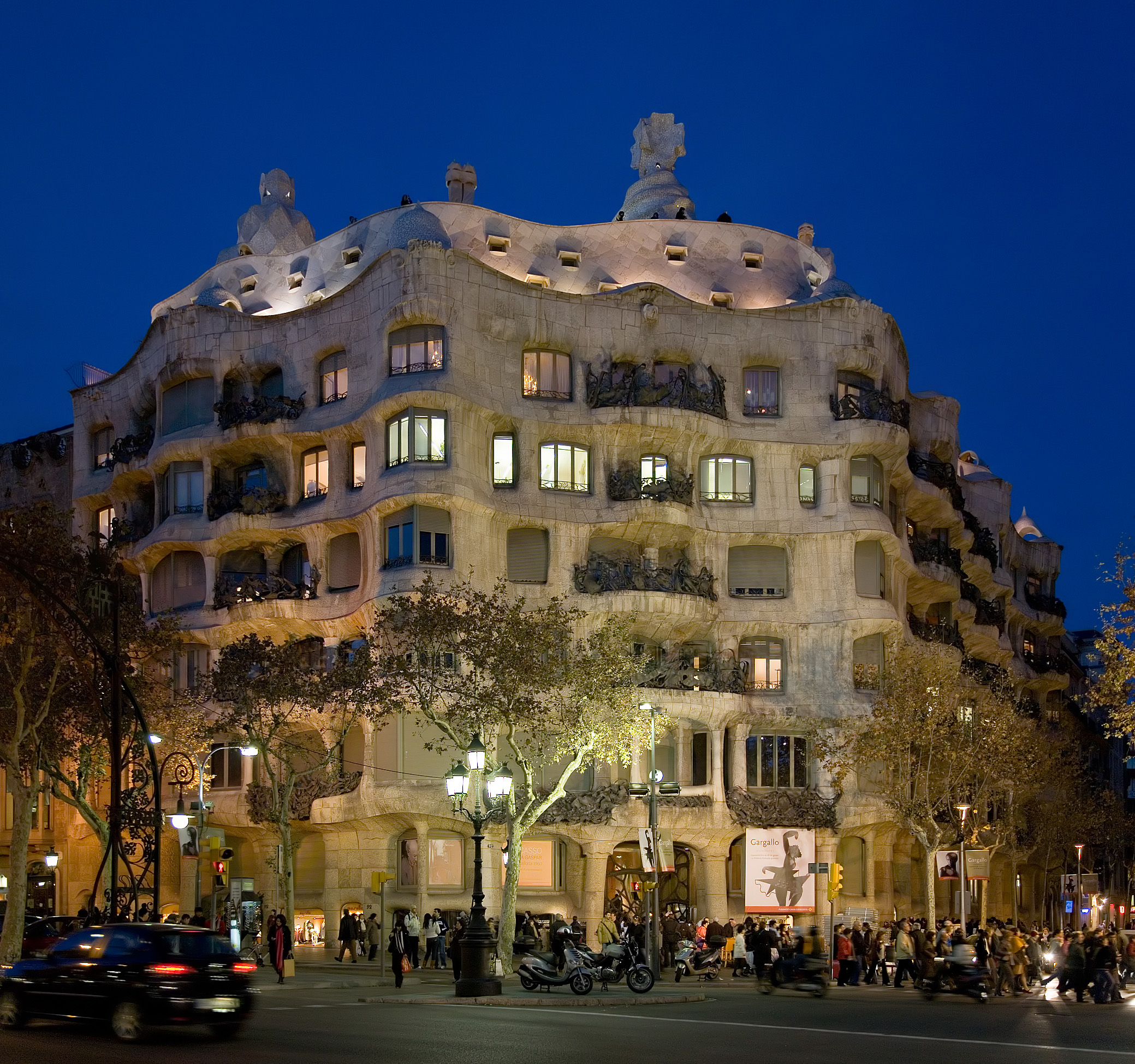
カサ・ミラ
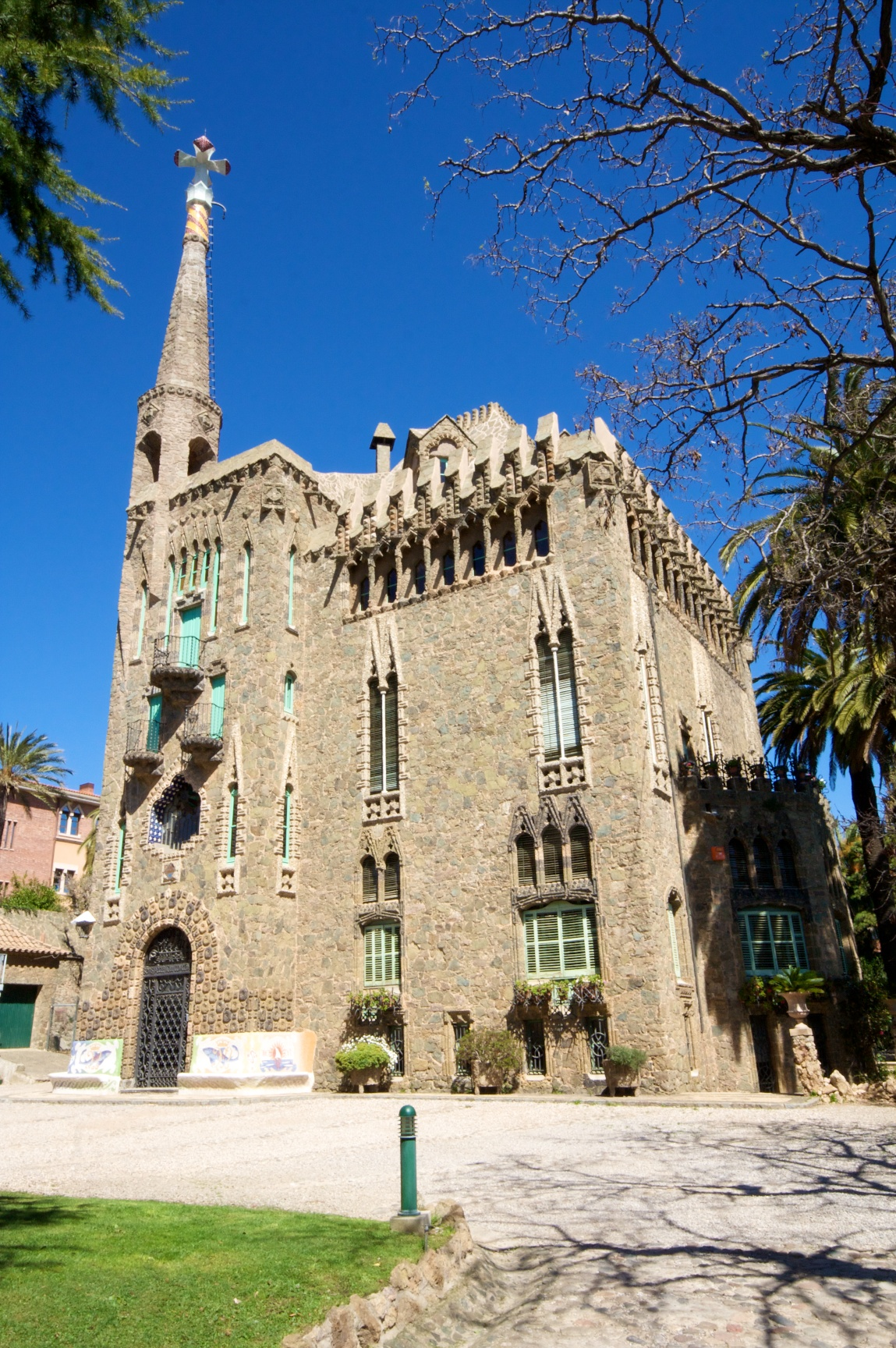
ベリェスグアルド （フィゲーラス邸）

### 後半生

1910年

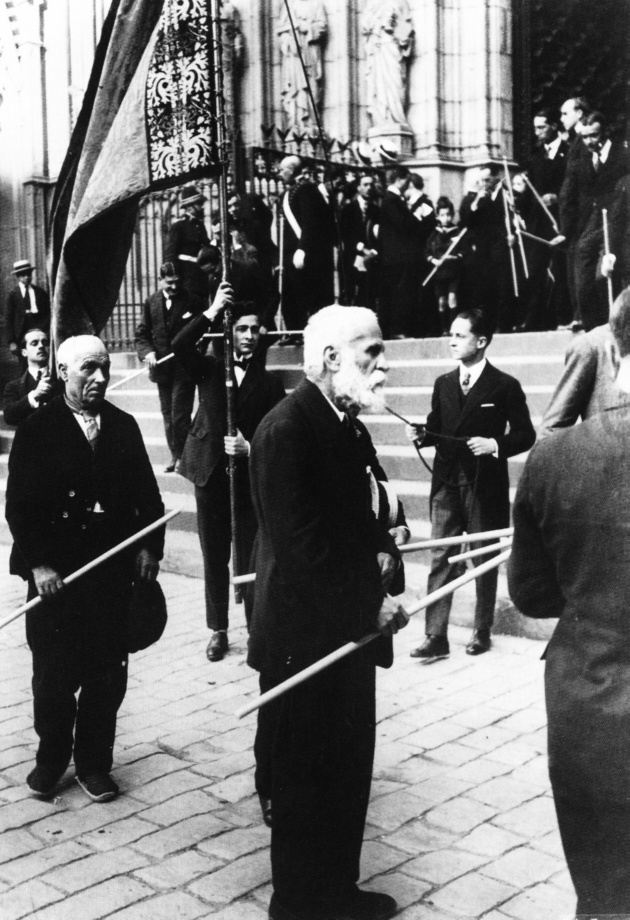
聖体の祝日で「聖体の行列」に並ぶ晩年のガウディ（1924年）

ガウディは後半生を熱心なカトリック教徒として過ごした。1914年以降、彼は宗教関連以外の依頼を断り、サグラダ・ファミリアの建設に全精力を注いだ。しかし、親族や友人の相次ぐ死によるガウディの仕事の停滞とバルセロナ市が財政危機に見舞われたことによってサグラダ･ファミリアの建設は進まず、同時に進めていたコロニア･グエル教会堂の建設工事は未完のまま中止されてしまう。さらに1918年、パトロンのエウゼビ・グエイが死去した。またガウディ自身も1911年（当時59歳）にマルタ熱病に罹り、プッチセルダーで療養を余儀なくする。
この頃の不幸の連続がガウディを変えたと言われている。彼は取材を受けたり写真を撮られたりするのを嫌うようになり、サグラダ･ファミリアの作業に集中するようになった。

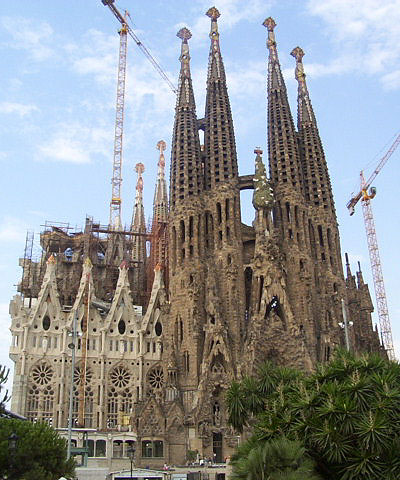
サグラダ・ファミリア
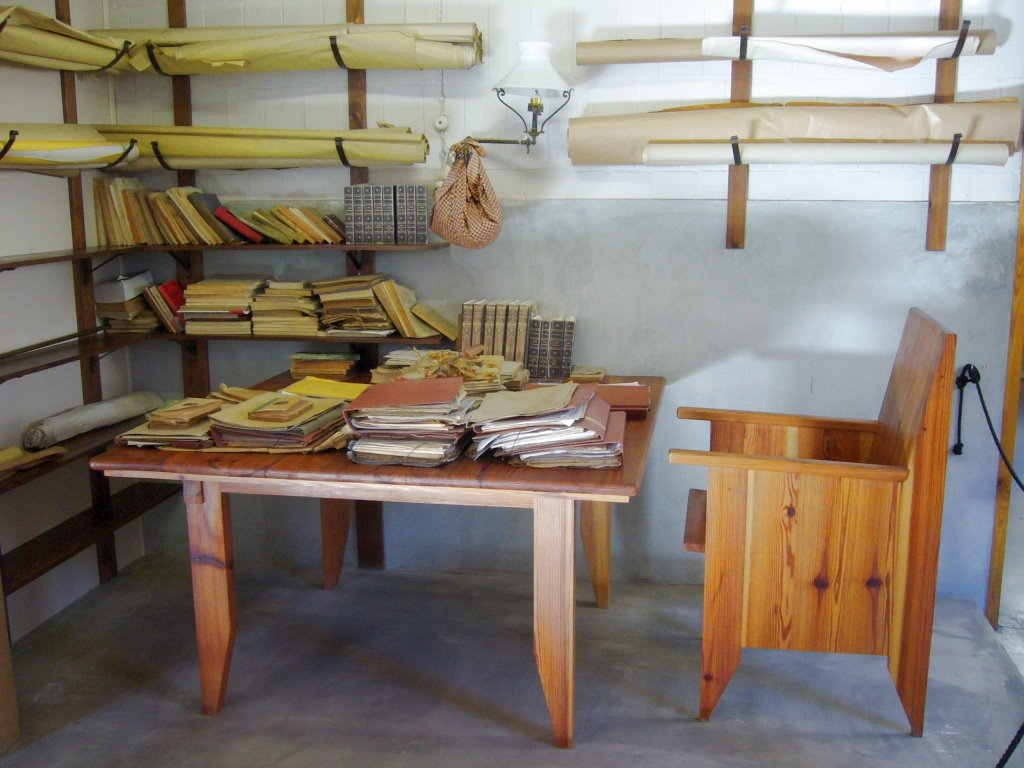
サグラダ･ファミリアのガウディのアトリエ（再現）

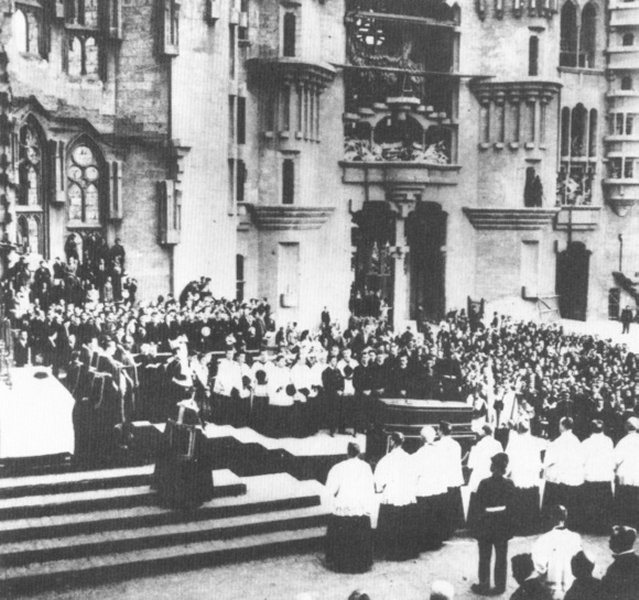
葬式 (1926年)

### 死
1926年6月7日、ガウディはミサに向かう途中、段差に躓き転倒、そこに通った路面電車に轢かれた。晩年身なりに気をつかわなかったため、浮浪者と間違われて手当てが遅れ、事故の3日後に入院先の病院で死去（満73歳没）。遺体はサグラダ・ファミリアに埋葬されている。終生独身であった。

## 設計手法
彼の建築は曲線と細部の装飾を多用した、生物的な建築を得意とし、その独創的なデザインは多くの建築家や芸術家に影響を与えた。その設計手法は独自の構造力学的合理性と物語性に満ちた装飾の二つの側面より成立する。装飾は形式的なものに留まらず、植物・動物・怪物・人間などをリアルに表現した。「美しい形は構造的に安定している。構造は自然から学ばなければならない」と、ガウディは自然の中に最高の形があると信じていた。その背景には幼い頃、バルセロナ郊外の村で過ごし、道端の草花や小さな生き物たちと触れ合った体験から来ている。
ガウディの自然への賛美が最も顕著に表れた作品が、コロニア・グエル教会地下聖堂のガウディ設計部分である。傾斜した柱や壁、荒削りの石、更に光と影の目くるめく色彩が作り出す洞窟の様な空間になっている。この柱と壁の傾斜を設計するのに数字や方程式を一切使わず、ガウディは10年の歳月をかけて実験をした。その実験装置が「逆さ吊り模型」で紐と重りだけとなっている。網状の糸に重りを数個取り付け、その網の描く形態を上下反転したものが、垂直加重に対する自然で丈夫な構造形態だとガウディは考えた。建設中に建物が崩れるのではないかと疑う職人達に対して、自ら足場を取り除き、構造の安全を証明した（これは力学的に全くの正解であった。まさしく力学的に安定である為、今日広く使われているカテナリー曲線そのものである）。
ガウディは、設計段階で模型を重要視し、設計図をあまり描かなかった。設計図は役所に届ける必要最小限のものを描いたのみである。彼の模型や設計図といった資料はスペイン内戦で多くが焼失したが、焼失を免れた数少ない資料を手がかりに、現在のサグラダ・ファミリアの工事は進められている。

## 信仰と思想

### キリスト教の信仰
もともとはそれほど熱心なカトリック教徒ではなかったガウディだが、サグラダ・ファミリアの建築に携わるようになって以降、キリスト教への信仰を深めるようになったと考えられる。1894年には四旬節を契機に断食を行なったとされる。また晩年には教会へ行くのが日課となり、禁欲主義から食事も菜食主義や粗食となり、これによる足腰の老化が死に繋がったとも考えられている。

### 菜食主義
健康上の理由、特にリウマチのため、非常に厳格な菜食主義者だった。食生活はシンプルで、新鮮な野菜、牛乳、オリーブオイル、ナッツ、蜂蜜を塗ったパンを中心に摂り、肉類や塩分、加工食品は一切控えていた。

### カタルーニャ人として
ガウディが建築家として活躍した19世紀末頃は19世紀前半に起こったラ・レッナシェンサ（カタルーニャ復興運動）が盛んな時期であった。ガウディ自身も晩年に近づくにつれて熱烈なカタルーニャ主義者となり、国王アルフォンソ十三世がサグラダ・ファミリアを訪れた際にもカタルーニャ語で話したと言われている。また1924年9月には警察官からの質問に対してカタルーニャ語での返答を押し通した、4時間勾留される事件も起きている。
自身の建築物の中にカタルーニャ文化を組み込むこともあり、カザ・ミラ３階の一住戸にある子ども部屋の天井には花々の中に "O, Mariano te sapiga greu o ser petita tambe ho son les  flors y son les treller"というカタルーニャ語の文章が刻まれている。